# Ансені-Сен-Жереон
Ансені-Сен-Жереон (фр. Ancenis-Saint-Géréon) — муніципалітет у Франції, у регіоні Пеї-де-ла-Луар, департамент Атлантична Луара. Ансені-Сен-Жереон утворено 1 січня 2019 року шляхом злиття муніципалітетів Ансені i Сен-Жереон. Адміністративним центром муніципалітету є Ансені. Населення — 11 099 осіб (01.01.2021).